# لاجوس دوناي
لاجوس دوناي (بالمجرية: Dunai Lajos)‏ هو لاعب كرة قدم مجري في مركز الدفاع، ولد في 29 نوفمبر 1942 في بودابست في المجر، وتوفي بنفس المكان في 18 ديسمبر 2000. شارك مع منتخب المجر لكرة القدم. أما مع النوادي، فقد لعب مع نادي بودابست.

## وصلات خارجية
- لاجوس دوناي على موقع قاعدة بيانات كرة القدم.إي يو (الإنجليزية)
- لاجوس دوناي على موقع ناشيونال فوتبول تيمز (الإنجليزية)
- لاجوس دوناي على موقع أوليمبيديا (الإنجليزية)